# Ariel Waller
Ariel Waller (ur. 16 maja 1998 w Toronto, Ontario) – kanadyjska aktorka. Znana przede wszystkim z roli Marty w serialu Derek kontra rodzinka.